# CBS Records International
La CBS Records International è stata un'etichetta discografica statunitense, costituita nel 1961 e lanciata nel 1962. Era il ramo internazionale della Columbia Broadcasting System, Inc..
La CBS non solo era uno dei più importanti network televisivi e radiofonici presenti negli Stati Uniti, ma è stata anche attiva in ambito discografico con l'etichetta discografica Columbia Records. 

## Storia
La CBS Records International nacque per iniziativa della CBS al fine di diffondere al di fuori degli Stati Uniti d'America le proprie produzioni discografiche: il brand venne creato per una questione di diritti, giacché il marchio "Columbia" era già posseduto in gran parte del mondo dalla EMI (in quanto proprietaria della britannica Columbia Graphophone Company). In precedenza la Columbia Records aveva utilizzato altre case discografiche per distribuire le registrazioni della Columbia al di fuori del Nord America, come la Philips Records e la sua sussidiaria Fontana (poi associata alla Universal Music Group) in Europa.
Spesso la CBS Records fondava in alcuni paesi delle case discografiche sussidiarie ma indipendenti, a volte con Joint venture con case discografiche locali (come nel caso in Giappone della CBS/Sony Records o in Italia della CBS Italiana) e a volte autonomamente (come nel caso della Discos CBS in Messico o della Discos CBS SAICF in Argentina).

## Presidenti della CBS Records International
- Harvey Schein, 1962-1971[2]
- Walter Yetnikoff, 1971–1975
- Allen A. Davis, c. 1980
- Bob Summer, 1986–